# Ульянинский, Дмитрий Васильевич
Дмитрий Васильевич Ульянинский (1861, Тула — 1918, Москва) — российский библиограф, библиофил.

## Биография
Родился 11 (23) июня 1861 года в Туле в семье врача, потомственного дворянина Василия Алексеевича Ульянинского (?—1912). Будучи гимназистом, в 1878 году в Ясной Поляне, обучал греческому языку старших детей Л. Н. Толстого. Окончил Тульскую гимназию (1880; золотая медаль), затем, в 1884 году — физико-математический факультет Московского университета (кандидатом математических наук), однако всю свою жизнь посвятил собиранию и изучению книг. Уже к концу гимназического курса, по собственным воспоминаниям Ульянинского его собрание книг включало 400 названий (букинистических среди них тогда не было; вкус к старинным книгам пришёл позже, в Москве).
В 1885 году он поступил на службу в Управление Московского удельного округа, где проработал до 1917 года. В конце 180-х годов он увлёкся театром, принимал участие в любительских спектаклях и даже подумывал уйти в отставку и стать профессиональным актёром.
С 1886 года и до самой смерти был деятельным членом Русского библиографического общества при Московском университете, позже стал его председателем, в сентябре 1917 года — почётным членом.
Собирание книг, начавшееся ещё в юности, он возобновил в 1892 году. В 1890 году Ульянинский поселился в казённой квартире на Пречистенском бульваре, где одну из комнат впоследствии выделил под свою библиотеку. Книжные шкафы были выполнены по специальному проекту Ульянинского. Книги из своей библиотеки он показывал только избранным и никогда не давал на дом. Сначала он покупал исключительно редкие книги, независимо от их содержания. Затем решил сосредоточиться на нескольких отделах, среди которых: материалы по истории русского просвещения и литературы, библиография, генеалогия, Rossica, русская словесность XIX века.
Ульянинский был весьма религиозен, посещал практически все службы, соблюдал посты. Московские букинисты, за его привередливость при отборе книг, называли его «чистоплюем». Он близко сошёлся с П. П. Шибановым и А. М. Старицыным. А вот с Н. В. Соловьёвым поссорился из-за дефектного экземпляра одной из книг, выписанной им по каталогу этого букиниста. За год Ульянинский приобретал от 150 до 200 книг, тратя на это большую часть своей высокой заработной платы: так, в 1913 году он потратил свыше 25 тысяч рублей.
Библиотека Д. В. Ульянинского как по количеству редких и редчайших изданий, так и по сохранности экземпляров была одной из лучших русских частных собраний своего времени. Ульянинский составил и издал полное библиографическое описание собственной библиотеки, в котором каждому изданию посвящено своего рода небольшое книговедческое исследование — каталог «Библиотека Д. В. Ульянинского. Библиографическое описание» в 3-х томах (1912—1915): Том 1; Том 2; Том 3. Его собрание включало 4400 томов, в том числе особо ценный раздел Rossica, посвященный России.
Женился уже после 50 лет, на Татьяне Фёдоровне Фёдоровой.
Накануне революционных потрясений 1917 года он опрометчиво вложил все свои сбережения (около 200 тысяч рублей) в акции Брянской железной дороги. Затем, лишившись казённого места и квартиры, а тем самым и возможности сберечь коллекцию, в 1918 году Ульянинский покончил с собой, бросившись под паровоз; вся его библиотека и коллекции экслибрисов и портретов русских библиофилов и библиографов были куплены за 40 тысяч рублей у вдовы Румянцевским музеем. Ныне они хранятся в Отделе редких книг Российской государственной библиотеки. Была куплена также незначительная часть его фонда (Фонд № 507); большая часть его была утрачена.
Похоронен на Пятницком кладбище.
Были напечатаны его сочинения:
- Среди книг и их друзей. — Типография «А. Н. Иванов и К°», 1903. — [8], 138 с., 4 л. факс.
  - Среди книг и их друзей / [Вступ. статья В. Безъязычного]. - Москва : Книга, 1979. - 6, 6, 138 с.; 26 см. - (Библиофильские редкости).
- Бородинское его императорского величества имение / Дм. Ульянинский и В. Шейман.  // Труды Комиссии по сохранению древних памятников Имп. Моск. археол. о-ва. — М., 1914. — Т. 5.

В 1923 году в Москве вышел сборник статей «Памяти Д. В. Ульянинского».